# Graphium junodi
Graphium junodi är en fjärilsart som först beskrevs av Henry Trimen 1893.  Graphium junodi ingår i släktet Graphium och familjen riddarfjärilar. Inga underarter finns listade i Catalogue of Life.